# Смирнов, Сергей Григорьевич
Сергей Григорьевич Смирнов (20 октября 1902, Томск — 15 октября 1943, Черниговская область) — командир 236-го стрелкового полка, полковник. Герой Советского Союза.

## Биография
Родился 20 октября 1902 года в Томске в семье рабочего. Русский. Член ВКП(б) с 1925 года. Образование начальное. Был разнорабочим.
В Красной Армии с 1923 года. Окончил школу младших командиров, служил в пограничных войсках. В 1928 году окончил Объединённую военную школу, в 1937 году — Высшую пограничную школу.
На фронте в Великую Отечественную войну с февраля 1943 года.
В октябре 1943 года полковник C. Г. Смирнов умело организовал форсирование Днепра в районе посёлка Лоев Гомельской области. Полк с боем захватил плацдарм и удержал его.
Погиб в бою 15 октября 1943 года. Похоронен в братской могиле в посёлке городского типа Добрянка Репкинского района Черниговской области.
Указом Президиума Верховного Совета СССР от 30 октября 1943 года за образцовое командование полком при форсировании Днепра и удержании плацдарма на его правом берегу и проявленные при этом личное мужество и героизм, полковнику Смирнову Сергею Григорьевичу присвоено звание Героя Советского Союза.
Награждён орденами Ленина, Суворова 3-й степени, Красной Звезды, медалью.